# Eyalato de Kurdistán
El eyalato de Kurdistán fue una provincia del Imperio otomano. Fue una provincia de corta duración, ya que solo perduró durante aproximadamente 21 años entre 1846 y 1867. Kurdistán fue el sucesor del eyalato de Diyarbekir. El eyalato incluía el antiguo Diyarbakir y las áreas alrededor de Van, Hakkâri y Muş, así como los distritos de Botan, Mardin y Cizre. Según los salnames entre 1847 y 1867, fue gobernado por el gobierno central del Imperio otomano y recibió una financiación anual de 80.000 piastras. En 1867 fue abolido y sucedido por el valiato de Diyarbekir. Durante su existencia, tuvo doce gobernadores diferentes.